# Syndrome de Gerstmann-Sträussler-Scheinker
 Mise en garde médicale
Le syndrome de Gerstmann-Sträussler-Scheinker (SGSS) est une forme particulière et très rare d'encéphalopathie subaiguë spongiforme transmissible (ESST) humaine, le plus souvent familiale à transmission autosomique dominante. Elle se manifeste par une dysarthrie, une ataxie, puis par une démence. Elle affecte les patients de 30 à 60 ans. L'incidence exacte de la maladie est inconnue, mais elle est estimée entre 1 et 10 personnes par an sur cent millions de personnes.

## Étiologie
Le syndrome de Gerstmann-Straussler-Scheinker (SGSS) est une forme particulière et rare d'encéphalopathie spongiforme transmissible (EST) humaine, toujours liée à une mutation ou des insertions de nucléotides sur le gène codant la protéine PrP(gène PRNP), avec, à l'examen neuropathologique, des plaques amyloïdes particulières (multicentriques).
Les prions représentent une classe de protéines pathogènes hautement résistantes aux protéases. Ces mutations ou des insertions de nucléotides sur le gène codant la protéine prion PrP se produisent le plus souvent au niveau du codon P102L (forme ataxique de SGSS).
Dans d'autres cas, les mutations au niveau des codons F198S (Indiana Kindred), Q217R et A117V orientent vers une forme dominée par la démence et le parkinsonisme. De plus, une mutation au niveau du codon P105L caractérisée par une démence tardive et une paraparésie spastique est reconnue. La mutation 145 est quant à elle à l'origine d'un tableau clinique proche de l'Alzheimer.

## Clinique
Comme la maladie de Creutzfeldt-Jakob, la maladie de Gerstmann-Sträussler-Scheinker (SGSS) est une maladie à prions. Cependant, elle est beaucoup plus rare en touchant 1 à 10 personnes par an sur cent millions de personnes,.
La SGSS est une maladie génétique à prions. Elle est autosomique dominante : cela signifie que si une personne est atteinte de cette maladie, les enfants ont au moins 50% de chances de contracter la maladie dans leur vie. 
Elle débute généralement plus tôt dans la vie, touchant des personnes entre 30 et 60 ans, avec une incidence maximale entre 40 et 60 ans ; elle progresse plus lentement avec une espérance de vie moyenne de 5 ans (de 1 à 11 ans). 
Habituellement, les premiers symptômes sont des douleurs au dos et aux jambes, qui résistent même si elles sont traitées avec de puissants analgésiques. La maladresse, l'instabilité et les chutes au sol lors de la marche (troubles du mouvement) s'ensuivent. 
Le diagnostic est suggéré par des symptômes typiques et des antécédents familiaux de la maladie, et confirmé par des tests génétiques,. 

## Évolution
Parler devient difficile (dysarthrie) ; même manger devient de plus en plus difficile et les patients doivent souvent se nourrir par gastrostomie endoscopique percutanée.
Dans les derniers stades, la démence se développe, un nystagmus (mouvement rapide des yeux dans une direction, suivi d'une dérive plus lente dans la position d'origine) et une surdité peuvent se développer. La coordination musculaire est perdue.
Les muscles peuvent devenir raides. Habituellement, les muscles qui contrôlent la respiration et la toux sont compromis, ce qui entraîne un risque élevé de pneumonie, qui est la cause de décès la plus courante.

## Traitement et pronostic
Aucun traitement efficace n'est disponible. Le traitement se concentre sur le soulagement des symptômes. La durée de survie maximale est d'une dizaine d'années, et les patients survivent rarement plus de 5 ans selon le type de mutation présente.
La seule perspective thérapeutique actuelle est l'anticorps monoclonal PRN100 actuellement à l'étude au MCR-Londres.